# 不来梅州议会
不来梅州议会是德国不来梅汉萨自由州的议会。议会负责选举联邦德国国会参议院议员选举、监督州政府和立法州法律。目前州议会有来自7各政党的83名议员组成。现由社民党籍州长安德烈亚斯·波文舒尔特领导社民党绿党左翼党的执政联盟。州议会的不来梅市选区议员同时也是不来梅市议会的议员。同时不来梅哈芬市拥有自己的地方议会。

## 历史
州议会选举在不来梅（68个席位）和不来梅哈芬（15个席位）两个选举区中使用比例代表制进行，每个投票区最少要有5％的投票率才能获得席位分配。5％的规则是单独使用的，因此，德国人民联盟通过在不来梅港赢得5.7％的选票而进入议会，而在不来梅全州仅赢得2.75％的选票。
最低投票年龄是16岁而不是18岁，并且欧盟所有公民都可以投票。这是德国唯一一个任期四年而不是五年的州议会。
1979年，不来梅·格林·李斯特设法当选州议会议员，从而成为有史以来第一个进入德国地方议会的绿党成员。

## 议会建筑
议会大楼于1966年9月正式开放。不来梅的议会大楼被称为“Haus der Bürgerschaft”。 该建筑采用钢筋混凝土框架结构。玻璃幕墙已悬挂在该结构的外墙。建筑物的高度约为不来梅市政厅和圣母教堂的屋檐高度。 折叠式屋顶是一种折衷解决方案，被认为是将建筑物与历史悠久的市场广场周围的老式建筑物汇聚和连接的一种手段。议会大楼的外墙在玻璃幕墙的镜面表面上反射了旧建筑物。铝制人造浮雕突出了窗台。